# Свети Спиридон
Свети Спиридон Тримифунтски је хришћански светитељ.
Рођен је на Кипру 270. године у селу Аскија и сматра се заштитником тог острва.
Живео је у време цара Константина Великог и сина му Константија. Отац и мајка су му били сељаци, једноставни и простодушни, па су му и самом једноставност и простодушност остале врлине до краја живота, иако се у међувремену узвисио до епископа у месту Тримифунту (епископ Тримифунтски) или (сада селу) Треметусији (Треметоусија, а по турском, Ердемли).
Оженио се у младости, и од чобанина постао мирски свештеник, и имао ћерку Ирену (Ирину), кад му је жена умрла, он се предао служби Богу као и његова ћерка. Учествовао је на Првом сабору у Никеји, и ту се истакао јасним и једноставним исповедањем вере, као и чудесним моћима којима је повратио многе јеретике у хришћанство.
Умро је у дубокој старости 348. године, а његове мошти се чувају на Крфу у граду Крф. Пре тога су вековима биле у Константинопољу, у цркви Св. Апостола.

## Начин прослављања
Свети Спиридон се прославља исто као и све друге крсне славе, припремом славског колача, кољива(жита), воштане свеће и вина, и освештањем које обавља свештенство Цркве. Ова слава увек пада у божићни пост и стога славска трпеза је увек посна. То је непокретни празник. По једном предратном извештају Св. Спиридон је према броју српских породица које га славе, на десетом месту међу свецима.
Због благости, Светог Спиридона прослављају деца и мајке, а болесни верују да могу бити излечени ако тај дан проведу у неком манастиру. Светог Спиридона углавном славе варошани, где је он заштитник и слава занатских еснафа обућара и прерађивача коже, као и папуџија, ужара, лончара, бојаџија, ткача, штрикера и трукера. У Трсту постоји од 1869. године велелепни храм посвећен овом светитељу, и припада Српској Православној цркви.

## Народне приче и чуда Св. Спиридона
По народном веровању, он је први направио земљани лонац, онда врећу и на крају кошуљу. Зато га славе грнчари, мутавџије, ткачи и ковачи. Он је такође заштитник обућара, папуџија, чизмара, кожара, бојаџија и других занатлија. Тврди се да је слеп у једно око, јер га је обућар убо шилом док је радио на његов дан. Светац се није наљутио него само ишао пред невољника и заплакао, а потом га благосиљао.
Прича се да је једном претворио змију у злато, те је дао једном сиромашку да врати дуг, а овај кад је после откупио ту змију и вратио је светитељу, он је опет претворио у змију и пустио да оде. Други пут, кад је неки касапин хтео да узме нечију козу, а да је не плати, коза се толико опирала да није могао да је савлада. Светитељ му је рекао да најпре плати козу, и кад је овај тако учинио, коза је сама пошла за њим. Трећи пут, нека је жена дала једној девојци неку ствар на зајам, а девојка умре не вративши зајам. Кад је жена затражила да јој се позајмљена ствар врати, светитељ је отишао на девојчин гроб, и она му је из гроба рекла где је ствар оставила, те ју је светитељ нашао и вратио жени. Једном су лопови ушли у стадо Светог Спиридона, у намери да украду неку овцу, а кад им није успело, светитељ им даде једног овна говорећи: „Ево, узмите једног овна, да вам труд не буде залудан.“

## Календар
Православна црква га прославља 12. децембра по јулијанском (црквеном) календару тј. 25. децембра по грегоријанском (грађанском) календару.